# Natrium-Cobalt(III)-oxid
Natrium-Cobalt(III)-oxid ist eine chemische Verbindung von Natrium, Cobalt und Sauerstoff. Cobalt und Sauerstoff bilden dabei Cobaltoxid-Ebenen zwischen denen Natrium-Ionen eingelagert sind.

## Herstellung
Verschiedene Natrium-Cobalt(III)-oxid-Phasen können durch Reaktion von Natriumperoxid oder Natriumhydroxid und Cobalt(II,III)-oxidpulver bei Temperaturen von 450 bis 750 °C dargestellt werden. Um Phasen mit x gleich 0,60, 0,77 und 1 zu erhalten, sollte die Temperatur bei 550 °C liegen, für Phasen im Bereich zwischen 0,64 und 0,74 bei 750 °C.
{\displaystyle \mathrm {3x\ Na_{2}O_{2}+2\ Co_{3}O_{4}+(2-3x)\ O_{2}\longrightarrow 6\ Na_{x}CoO_{2}} }
Die Verbindung kann auch durch Reaktion von Natriumcarbonat mit Cobalt(II,III)-oxid bei 750 °C gewonnen werden.

## Eigenschaften
Natrium-Cobalt(III)-oxid ist ein sehr feuchtigkeitsempfindlicher schwarzer Feststoff. Es leitet Wärme nur schlecht, ist aber ein guter elektrischer Leiter. Die Verbindung hat eine Schichtstruktur bei der sich Schichten aus Natriumatomen mit solchen aus Kobalt und Sauerstoff abwechseln. Von der Struktur, die eine CoO2-Schicht umfasst, worin CoO6-Oktraeder, die jeweils ein mit sechs Sauerstoffatomen koordiniertes Cobaltatom aufweisen, in einer kantenverknüpften Weise verbunden sind, wurde 1973 der α-Typ (rhomboedrisches System), der α'-Typ (monoklines System), der β-Typ (orthorhombisches System) und der γ-Typ (hexagonales System) entdeckt. Der α'-Typ hat eine Struktur mit der Raumgruppe R3m (Raumgruppen-Nr. 166), γ-Typ hat eine Struktur mit der Raumgruppe P63/mmc (Raumgruppen-Nr. 194), Na0,5CoO2 hat eine Struktur mit der Raumgruppe Pmmn (Raumgruppen-Nr. 59), Na0,75CoO2 hat eine monokline Kristallstruktur mit der Raumgruppe C2/m (Raumgruppen-Nr. 12). Das supraleitende Hydrat hat eine hexagonale Struktur mit der Raumgruppe P63/mmc.

## Anwendung
Die regelmäßige Struktur aus Natriumatomen im Nanometerbereich macht Natriumkobaltoxid zu einem Kandidaten für Laptop-Batterien, effizienter thermoelektrischer Kühlsysteme oder Supraleitern.

### Batterien
Verschiedene Phasen von Natriumcobaltoxid zeigen eine elektrochemische Aktivität und sind deshalb als Kathodenmaterial für Interkalationsbatterien nutzbar. Insbesondere die P2-Phase ist über einen weiten Bereich reversibel interkalierbar. Es zeigen sich verschiedene Phasenübergänge, welche zu stufenartigen Änderungen des Potentials gegenüber metallischem Natrium führen.

### Supraleitung
Durch Substitution eines gewissen Anteils der Natriumionen mit Wasser lässt sich der Abstand der Cobaltoxidebenen deutlich vergrößern. Dies führt zu supraleitenden Eigenschaften des Hydrats von Natriumcobaltoxid. Variation des Natrium- und Wassergehalts zwischen den Cobaltoxidebenen führt zu einer Elektronendotierung der Cobaltatome, was die supraleitenden Eigenschaften beeinflusst. Das Hydrat Na0,3CoO2 · 1,3H2O zeigt ein Maximum der Sprungtemperatur Tc mit 4,3 K.

### Thermoelektrizität
Natriumcobaltoxid zeigt ausgeprägte thermoelektrische Eigenschaften. Ein Vergleich mit einem konventionellen Thermoelektrikum (Bismuttellurid) zeigt, dass der Seebeckkoeffizient von NaCoO2 nur etwa halb so groß ist – aufgrund des geringeren elektrischen Widerstands ist NaCoO2 trotzdem interessant für thermoelektrische Anwendungen. Untersuchungen zur Abhängigkeit der thermoelektrischen Eigenschaften vom Interkalationsgrad zeigen ein Maximum des Seebeckkoeffizienten bei x > 0,5 und Temperaturen von etwa 100 K.